# エルサレム教団
エルサレム教団は、初期キリスト教団ないしユダヤ教ナザレ派の一部。エルサレム教会の前身（伝承では同一とみなす）。
この教団にペンテコステに聖霊が下ったとの伝承があり、正教会ではこれをもってはじめて教会が建立されたとする。主の兄弟ヤコブが指導していたことで知られるが、最初期の指導者はペトロだった可能性も高い。
アラム語使用者を中心とし、ヘレニスト信者とはある種の緊張関係にあったようである。
当初は他の教団にも指導力を持っていたと推定されるが、ユダヤ戦争の後は衰微し、影響力を失った。